# Yamphu du Sud
Le yamphu du Sud (ou lohorong, lohrung, lohrung khap, lohrung khate, lohorung du Sud, lorung du Sud, yakkhaba lorung, yamphu) est une langue kiranti parlée dans la zone de Koshi, dans les villages de Bodhe (en), Mounabudhuk, Bhedetar, et Rajarani du district de Dhankuta, dans les villages de Devitar et Matsya Pokhari (en) du nord du district de Sankhuwasabha, au sud du Tamorkhola et entre le Jaruwakhola et le Raghuwkhola, au Népal oriental, par environ 2 500 personnes en 2011. C'est une langue en danger, reconnue comme langue du peuple indigène des Rai, les locuteurs s'identifient eux-mêmes comme appartenant au groupe ethnique des Yamphu.

## Dialectes
Le gessa et le yamphe (newahang yamphe, yakkhaba, yakkhaba khap, yamphe kha) sont des dialectes du yamphu du Sud.

## Similarité lexicale et intelligibilité avec les langues voisines
Le yamphu du Sud est intelligible avec le lohorung à 61 % et de 43 à 58% selon l'endroit avec le yamphu (en).
Il existe une similarité lexicale de 84 à 89 % entre les dialectes du yamphu du Sud, de 74 à 83 % avec le yamphu et de 65 à 68 % avec le lohorung.

## Utilisation
Le yamphu du Sud est une langue en danger. Il est parlé par des jeunes adultes et des personnes plus vieilles, avec un moindre usage chez les enfants et les adolescents, à la maison, dans les actes religieux et au travail, et en usage mixte avec les amis.

## Écriture
Le lohorung utilise l'écriture devanagari.